# 56-я стрелковая дивизия (2-го формирования)
56-я стрелковая дивизия — войсковое соединение в составе РККА, участвовавшее во многих сражениях Великой Отечественной войны.

## История
В июне 1941 года в Ленинграде было начато формирование 7-й дивизии народного ополчения. В основном дивизия была укомплектована бойцами рабочих батальонов Дзержинского и Куйбышевского районов. Насчитывала в составе около 8,5 тысяч человек. Командир дивизии — полковник И. С. Кузнецов, комиссар — бригадный комиссар Ф. В. Конончук. Затем на укомплектование дивизии были направлены люди и целые подразделения из кадровых частей и военнослужащие, излечившиеся от ранений. В итоге численный состав соединения был доведён до штатов военного времени и составил 14200 человек и 26 сентября 1941 года переименована в 56-ю стрелковую дивизию и передана в состав 42-й армии
В составе действующей армии с 1 сентября 1941 по 26 сентября 1941 года как 7-я дивизия народного ополчения. С 26 сентября 1941 года по 9 мая 1945 года как 56-я стрелковая дивизия.

## Боевой путь
21 сентября 1941 года дивизия заняла позиции в районе Автово, составляя 2-й эшелон 42-й армии Ленинградского фронта, располагаясь позади 21-й стрелковой дивизии НКВД, занимается строительством оборонительных рубежей. 13 октября 1941 года дивизия была выведена в первый эшелон и заняла оборону в полосе Урицк, Старо-Паново, Ново-Паново, Финское Койрово и удерживает её до 29 октября 1941 года, отразив за это время до 40 атак противника и сама несколько улучшив положение, продвинувшись на 1800 метров западнее. Затем, 29 ноября 1941 года дивизия сдала полосу обороны частям 21-й дивизии НКВД и отведена в армейский резерв, где находится до 7 декабря 1941 года, после чего передана в состав 55-й армии, и направлена в район Усть-Славянка — Ново-Саратовская колония, приступила к боям за так называемый 2-й противотанковый ров. С 21 декабря 1941 года, поддержанная 85-м отдельным танковым батальоном атакует противника в направлении на Красный Бор, понесла огромные потери (до 5000 человек), заняла окраину Красного Бора, но вынуждена была её оставить. 28 декабря 1941 года сдала свою полосу 90-й стрелковой дивизии. На том момент в полках дивизии оставалось активных штыков: в 37-м стрелковом полку — 35, в 184-м — 67, в 213-м — 80. Практически полностью погиб лыжный батальон, приданный дивизии.. Сменила 31 декабря 1941 года на позициях справа Редкое Кузьмино, слева — река Поповка 268-ю стрелковую дивизию, ведёт оборонительные бои. 24 января 1942 года одним полком провела наступление вдоль Октябрьской железной дороги, отбросив противника к станции Поповка, 19 февраля 1942 года ограниченными силами наступает на Ям-Ижору. Со 3 марта 1942 года полоса дивизии была расширена до 11 километров вплоть до реки Ижоры, передний край обороны проходил по южной окраине Колпинской колонии. В тылу дивизии оборону занимал 267-й отдельный пулемётно-артиллерийский батальон. В июне 1942 года фронт ещё более расширился, захватив и левый берег Ижоры, откуда был отведён полк 90-й стрелковой дивизии. В июле 1942 года участвует в боях по овладению Путролово, а в августе 1942 года — Ям-Ижорой.
С 14 сентября 1942 года дивизия находится во фронтовом резерве, будучи сменённой частями 72-й стрелковой дивизии. С 10 декабря 1942 года занимает второй оборонительный рубеж на ближайших подступах к Пушкину на участке: совхоз Марти — Горы — платформа Металлострой — Усть-Ижора, сменив части 90-й стрелковой дивизии. В феврале 1943 года участвовала в Красноборско-Смердынской наступательной операции, в результате которой был освобождён Красный Бор в 5 километрах юго-западнее Колпино.
В апреле 1943 года была передана в состав 42-й армии. В декабре 1943 года вошла в состав 110-го стрелкового корпуса 42-й армии. Участвовала в Красносельско-Ропшинской операции 1944 (командир дивизии — генерал-майор С. М. Буньков). В начале операции одним полком находится в обороне, обеспечивая левый фланг 42-й армии, двумя полками сосредоточена в районе Рыбацкое — Сосновка — Уткина Заводь в резерве корпуса. Введена в бой вечером 16 января 1944 года у станции Александровская, где напряжённые бои с большими потерями вела 85-я стрелковая дивизия. Утром 17 января 1944 года Александровская была освобождена, дивизия повернула на восток, в ночь с 18 на 19 января 1944 года вышла к Александровскому парку. С 21 января 1944 года дивизия наступает на Пушкин вдоль Варшавской железной дороги, взяла деревню Соболево и 24 января 1944 года передовые части 213-го стрелкового полка вошли в Пушкин. За боевые заслуги при освобождении города Пушкин в составе 110-го стрелкового корпуса удостоена почётного наименования «Пушкинская». C 24 января, после окончания боёв за Пушкин и Павловск, дивизия как и весь корпус вошла в состав 67-й армии. 25 января 1944 года части дивизии заняли высоту Фёдоровскую и расположенный на ней посёлок Фёдоровское. Продолжая наступление в направлении на станцию Новолисино, форсировала реку Ижору и полукилометре от Аннолово и встретилась с войсками 116-го стрелкового корпуса той же армии. 26 января — 27 января 1944 года дивизия совместно с 376-й стрелковой дивизии и 1-м отельным автобронетанковым батальоном освободила населённые пункты Поги, Рынделево, Рамболово, Лорвиово, Пери, Каушту и вышла с востока к посёлку Вырица. Составляя второй эшелон корпуса, дивизия находилась в Вырице несколько дней, приводя себя в порядок.
В начале февраля дивизия продолжила наступление в направлении Луги с севера и 12 февраля 1944 года приняла участие в освобождении города. От Луги дивизия наступает, преследуя отходящие части противника, к концу февраля выйдя к оборонительному рубежу «Пантера» южнее Пскова, и после множества попыток прорвать оборону противника, была вынуждена сама перейти к обороне.
С 17 июля 1944 года наступает в ходе Псковско-Островской наступательной операции. 18 июля 1944 года форсирует реку Синяя, 20 июля 1944 года — реку Льжа, участвовала в освобождении Пыталово 22 июля 1944 года. 23 июля 1944 года достигла рубежа населённых пунктов Узыни, Кровали, Клюшники (к югу и юго-западу от города Виляка). 24 июля 1944 года продолжила наступление, с задачей перерезать железную дорогу в районе станции Куправа, вышла на рубеж юго-восточной окраины Острати, восточной окраины Скандины и закрепившись там, сдала позиции 245-й стрелковой дивизии. В ночь на 25 июля 1944 года совершила марш на север по маршруту Вецобронта, Виляка, Тутынова, станция Жигури и к утру 25 июля 1944 года сосредоточилась в лесах севернее, северо-западнее и западнее станции Жигури. 26 июля 1944 года приводит себя в порядок (исключая 213-й стрелковый полк, переданный в оперативное подчинение корпусу), 27-30 июля 1944 года маршем продвигается к Лиепне — Алуксне, одновременно прочёсывая леса. Перед дивизией была поставлена задача выйти в район Зиемерис (примерно в 10 километрах к югу от Рижского шоссе), в готовности содействовать 364-й стрелковой дивизии в овладении Алуксне и в последующем наступать в направлении Аузинас. Районе Зиемериса был занят войсками противника, и дивизия до 3 августа 1944 года ведёт там бои, затем сдала рубеж 364-й стрелковой дивизии и приступила к маршу по маршруту Маюпе, Видупите, Клескова, Айзупе, Зайцево, Кранково, Тупицсно, Фюки, Заболотье.
В августе — сентябре 1944 года действует в составе 1-й ударной армии. В ходе Рижской операции наступает приблизительно из района Валги на Ригу c северо-востока, участвует в освобождении Риги 13-15 октября 1944 года. Затем дивизия дислоцируется в Латвии, на обороне побережья, вплоть до середины марта 1945 года. 10 февраля 1945 года приняла полосу охранения на побережье Рижского залива у 201-й стрелковой дивизии.
На 1 марта 1945 года дислоцируется у мызы Наудите в резерве и приступила к маршу по маршруту Ауце, Скултес, Предес, Стури, сосредоточились в районе Гарлауки и была выведена из состава 122-го стрелкового корпуса, но 12 марта 1945 года вновь возвращена. С 18 марта 1945 года выполняет задачу прикрытия левого фланга 42-й армии вдоль озера Циэцерес-Эзерс и по мере наступления соседней, 8-й армии, зачищает от оставшихся сил противника восточный берег озера. С 1 апреля 1945 года стоит в обороне на восточном берегу озера. 30 апреля 1945 года сменила на позициях у Слуги — Мейри 85-ю стрелковую дивизию. Принимала капитуляцию Курляндской группировки противника.
В августе 1946 года переформирована в Омске в 20-ю отдельную стрелковую бригаду.

## Состав
Как дивизии народного ополчения:
- 1-й стрелковый полк
- 2-й стрелковый полк
- 3-й стрелковый полк
- артиллерийский полк
- отдельный сапёрный батальон
- отдельный батальон связи
- отдельный медико-санитарный батальон
- отдельная разведрота
- отдельная рота химической защиты
- автотранспортная рота
- отдельный миномётный дивизион
- отдельный зенитный артиллерийский дивизион

Как 56-й стрелковой дивизии:
- 37-й стрелковый полк
- 184-й стрелковый полк
- 213-й стрелковый полк
- 113-й артиллерийский полк
- 59-й отдельный истребительно-противотанковый дивизион (с 10.06.1943)
- 381-й миномётный дивизион (до 15.10.1942)
- 38-я разведрота
- Отдельный лыжный батальон (декабрь 1941)
- Ижорский истребительный батальон (с марта 1942)
- 79-й сапёрный батальон
- 22-й отдельный батальон связи (22, 849-я отдельная рота связи)
- 107-й медико-санитарный батальон
- 131-я отдельная рота химзащиты
- 114-я автотранспортная рота
- 341-я полевая хлебопекарня (73-й полевой автохлебозавод)
- 189-й дивизионный ветеринарный лазарет
- 127-я дивизионная артиллерийская ремонтная мастерская
- 494-я полевая почтовая станция
- 628-я полевая касса Госбанка

## Подчинение
| Дата            | Фронт (округ)                                                 | Армия             | Корпус                             | Примечания |
| --------------- | ------------------------------------------------------------- | ----------------- | ---------------------------------- | ---------- |
| 01.09.1941 года | Ленинградский фронт                                           | -                 | -                                  | -          |
| 01.10.1941 года | Ленинградский фронт                                           | 42-я армия        | -                                  | -          |
| 01.11.1941 года | Ленинградский фронт                                           | 42-я армия        | -                                  | -          |
| 01.12.1941 года | Ленинградский фронт                                           | 42-я армия        | -                                  | -          |
| 01.01.1942 года | Ленинградский фронт                                           | 55-я армия        | -                                  | -          |
| 01.02.1942 года | Ленинградский фронт                                           | 55-я армия        | -                                  | -          |
| 01.03.1942 года | Ленинградский фронт                                           | 55-я армия        | -                                  | -          |
| 01.04.1942 года | Ленинградский фронт                                           | 55-я армия        | -                                  | -          |
| 01.05.1942 года | Ленинградский фронт (Группа войск Ленинградского направления) | 55-я армия        | -                                  | -          |
| 01.06.1942 года | Ленинградский фронт (Ленинградская группа войск)              | 55-я армия        | -                                  | -          |
| 01.07.1942 года | Ленинградский фронт                                           | 55-я армия        | -                                  | -          |
| 01.08.1942 года | Ленинградский фронт                                           | 55-я армия        | -                                  | -          |
| 01.09.1942 года | Ленинградский фронт                                           | 55-я армия        | -                                  | -          |
| 01.10.1942 года | Ленинградский фронт                                           | -                 | -                                  | -          |
| 01.11.1942 года | Ленинградский фронт                                           | 55-я армия        | -                                  | -          |
| 01.12.1942 года | Ленинградский фронт                                           | 55-я армия        | -                                  | -          |
| 01.01.1943 года | Ленинградский фронт                                           | 55-я армия        | -                                  | -          |
| 01.02.1943 года | Ленинградский фронт                                           | 55-я армия        | -                                  | -          |
| 01.03.1943 года | Ленинградский фронт                                           | 55-я армия        | -                                  | -          |
| 01.04.1943 года | Ленинградский фронт                                           | 42-я армия        | -                                  | -          |
| 01.05.1943 года | Ленинградский фронт                                           | 42-я армия        | -                                  | -          |
| 01.06.1943 года | Ленинградский фронт                                           | 42-я армия        | -                                  | -          |
| 01.07.1943 года | Ленинградский фронт                                           | 42-я армия        | -                                  | -          |
| 01.08.1943 года | Ленинградский фронт                                           | 42-я армия        | -                                  | -          |
| 01.09.1943 года | Ленинградский фронт                                           | 42-я армия        | -                                  | -          |
| 01.10.1943 года | Ленинградский фронт                                           | 42-я армия        | -                                  | -          |
| 01.11.1943 года | Ленинградский фронт                                           | 42-я армия        | -                                  | -          |
| 01.12.1943 года | Ленинградский фронт                                           | 42-я армия        | 110-й стрелковый корпус            | -          |
| 01.01.1944 года | Ленинградский фронт                                           | 42-я армия        | 110-й стрелковый корпус            | -          |
| 01.02.1944 года | Ленинградский фронт                                           | 67-я армия        | 110-й стрелковый корпус            | -          |
| 01.03.1944 года | Ленинградский фронт                                           | 67-я армия        | 110-й стрелковый корпус            | -          |
| 01.04.1944 года | Ленинградский фронт                                           | 67-я армия        | 110-й стрелковый корпус            | -          |
| 01.05.1944 года | 3-й Прибалтийский фронт                                       | 67-я армия        | 110-й стрелковый корпус            | -          |
| 01.06.1944 года | 3-й Прибалтийский фронт                                       | 67-я армия        | 123-й стрелковый корпус            | -          |
| 01.07.1944 года | 3-й Прибалтийский фронт                                       | 67-я армия        | 123-й стрелковый корпус            | -          |
| 01.08.1944 года | 3-й Прибалтийский фронт                                       | 1-я ударная армия | 123-й стрелковый корпус            | -          |
| 01.09.1944 года | 3-й Прибалтийский фронт                                       | 1-я ударная армия | 14-й гвардейский стрелковый корпус | -          |
| 01.10.1944 года | 3-й Прибалтийский фронт                                       | 67-я армия        | 122-й стрелковый корпус            | -          |
| 01.11.1944 года | Ленинградский фронт                                           | 67-я армия        | 122-й стрелковый корпус            | -          |
| 01.12.1944 года | Ленинградский фронт                                           | 67-я армия        | 122-й стрелковый корпус            | -          |
| 01.01.1945 года | Ленинградский фронт                                           | 67-я армия        | 122-й стрелковый корпус            | -          |
| 01.02.1945 года | Ленинградский фронт                                           | 67-я армия        | 122-й стрелковый корпус            | -          |
| 01.03.1945 года | 2-й Прибалтийский фронт                                       | -                 | 122-й стрелковый корпус            | -          |
| 01.04.1945 года | Ленинградский фронт (Курляндская группа войск)                | 42-я армия        | 122-й стрелковый корпус            | -          |
| 01.05.1945 года | Ленинградский фронт (Курляндская группа войск)                | 42-я армия        | 122-й стрелковый корпус            | -          |

## Командиры
- Кузнецов, Иов Сергеевич с (1 июля 1941 года по 8 января 1942 года), полковник
- Лоскутов, Павел Карпович с (9 января 1942 года по 16 декабря 1942 года), полковник
- Буньков, Степан Михайлович с (17 декабря 1942 года по 28 июля 1944 года), полковник (с 20 декабря 1943 года — генерал-майор)
- Ребриков, Корней Григорьевич с (29 июля 1944 года по 14 октября 1944 года), генерал-майор
- Волков, Александр Александрович с (15 октября 1944 года по 22 февраля 1945 года), полковник
- Усенко, Иван Иванович с (25 февраля 1945 года по 1946 год), генерал-майор
- Сухоребров, Никита Захарович с января 1946 года по май 1946 года, генерал-майор [5]

## Награды и наименования
| Награда                            | Дата                 | Кем и за что награждена |
| ---------------------------------- | -------------------- | --- |
| Почетное наименование «Пушкинская» | 27 января 1944 года  | Присвоено Приказами Верховного Главнокомандующег № 63 от 24 января 1944 года и № 011 от 27 января 1944 года за отличие в боях по освобождению города Пушкин.                                                                           |
| Орден Красного Знамени             | 20 февраля 1944 года | Награждена указом Президиума Верховного Совета СССР от 20 февраля 1944 года за успешное выполнение боевых заданий командования в боях c немецкими захватчиками за освобождение города Луги и проявленные при этом доблесть и мужество. |

## Память
- В школе № 588 города Санкт-Петербурга имеется музей, посвящённый 56-й стрелковой Пушкинской Краснознамённой дивизии. Основное количество экспонатов посвящено дивизии и бойцам этой дивизии.